# Пальчик, Петер
Петер Пальчик (род. 4 января 1992, Ялта, Крым, Украина) — израильский самбист и дзюдоист, чемпион и призёр чемпионатов Израиля и Европы по дзюдо, серебряный призёр летней Универсиады 2013 года в Казани по самбо. Родился 4 января 1992 года в Крыму. Выступает в полутяжёлой весовой категории (до 100 кг). Чемпион (2013—2015 годы) и серебряный призёр (2011, 2017 — в весовых категориях до и свыше 100 кг) чемпионатов Израиля по дзюдо. Бронзовый призёр чемпионата мира 2023 года. Чемпион (2020) и бронзовый (2018) призёр чемпионатов Европы. Победитель и призёр многих международных турниров. Бронзовый призёр летних Олимпийских игр 2020 и 2024 годов. 
На Универсиаде в Казани выступал в соревнованиях по самбо и борьбе на поясах. В первой дисциплине Пальчик сумел завоевать серебряную медаль в своём весе, уступив в финале белорусу Николаю Мацко. Во втором виде Пальчик выбыл из борьбы за медали на стадии предварительных схваток.
На чемпионате мира 2023 года, который состоялся в Дохе, израильский спортсмен завоевал бронзовую медаль. В поединке за третье место он сумел победить спортсмена из Канады Шади Эль-Нахаса.
На летних Олимпийских играх 2024 года в Париже Петер завоевал бронзовую медаль, одолев в схватке за третье место швейцарского спортсмена Даниэля Эйха.